# John Langan

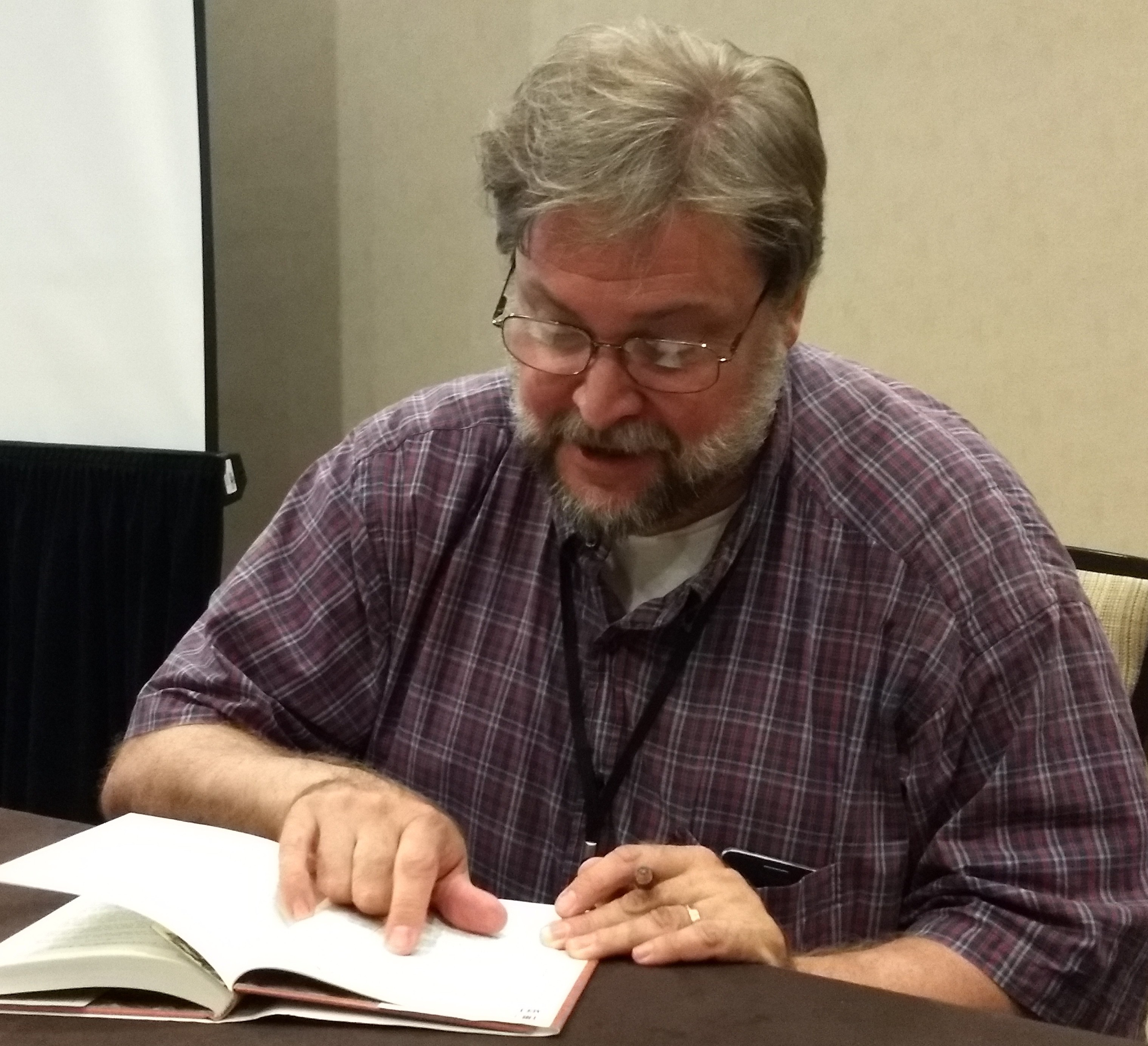
John Langan at Necronomicon PVD 2019

John (Paul) Langan (* 6. Juli 1969) ist ein US-amerikanischer Autor zeitgenössischer Horrorgeschichten und des New Weird. Langan war Finalist für den International Horror Guild Award. Im Jahr 2008 war er für den Bram Stoker Award in der Kategorie „Beste Sammlung“ nominiert und gewann 2016 den Bram Stoker Award für seinen Roman The Fisherman. Er ist Mitglied in der Vorstandsjury vom Shirley Jackson Award.

## Biografie
John Langan erhielt seinen Master of Arts von der State University of New York at New Paltz und seinen Master of Philosophy vom Graduate Center der City University of New York. Zwischen 2000 und 2018 war er Dozent an der State University of New York in New Paltz, wo er kreatives Schreiben und „Gothic-Fiction“ unterrichtete. Außerdem war er außerordentlicher Professor am Marist College.
Derzeit lebt er mit seiner Frau, seinen beiden Söhnen und seiner Katze im Bundesstaat New York.
Seine Romane erschienen im Magazin The Magazine of Fantasy & Science Fiction und in den Anthologien „Poe“ und „The Living Dead“. Seine erste Sammlung, Mr. Gaunt and Other Uneasy Encounters, wurde von Prime Books veröffentlicht; sein erster Roman House of Windows wurde von Night Shade Books veröffentlicht. In den Danksagungen zum Roman schreibt er: „Dieses Buch hatte Schwierigkeiten, ein Zuhause zu finden: Die Genre-Leute waren mit all dem literarischen Zeug nicht zufrieden; Die Literaten waren mit all dem Genrekram nicht zufrieden.“

## Literarische Werke

### Romane
- House of Windows (2009)
- The Fisherman (2016)
  - Der Angler, Wandler Verlag 2022,  ISBN 978-3-948825-03-4

### Erzählungssammlungen
- Mr. Gaunt and Other Uneasy Encounters (2008)
- The Wide Carnivorous Sky and Other Monstrous Geographies (2013)
- Sefira and Other Betrayals (2019)
- Children of the Fang and Other Genealogies (2020)
- Corpsemouth and Other Autobiographies (2022)

### Anthologies
- Creatures: Thirty Years of Monsters (2011) with Paul G. Tremblay

### Übersetzte Erzählungen in deutschen Anthologien
- Kinder des Reißzahns in: Lovecrafts Monster, Hrsg. v. Ellen Datlow, Festa Verlag 2020, ISBN 978-3-86552-851-3